# 荆门市第一中学
荆门市第一中学，简称荆门一中，是位于中華人民共和國湖北省荆门市的公立完全中学。

## 学校简介
荆门市第一中学位于湖北省荆门市东宝区泉口路12号，公交途经线路为1路，停靠站点“市一中”。校园面积108亩，共48个高中教学班，4个初中教学班，教师216人，学生2500余人。

2020年暑假期间开始被许多同学称作凤泉中学。因名称与龙泉中学相似，所以“凤泉中学”这个别名非常受一中学子喜爱，同时还被一中学子合称为“龙凤双泉”。

## 历史沿革
- 1978年，于海慧路创立，名“荆门县城关中学”。
- 1980年，更名为“荆门市第一中学”。
- 1997年，学校合并“东光中学”“竹园中学”。
- 1998年，高中部迁址至泉口路原竹园中学，并沿用“荆门市第一中学”的校名。
- 2001年，购买邻近40多亩土地以建设新校区。
- 2007年，新老校区整合完成。
- 2016年，设立初中部，成为完全中学。[2][3]